# Alba Zaluar
Alba Zaluar   (Rio de Janeiro, 2 de juny de 1942 - Rio de Janeiro, 19 de desembre de 2019) va ser una antropòloga brasilera, especialitzada en les àrees d'antropologia urbana i de la violència.

## Biografia
Filla menor d'Achilles Emílio Zaluar i de Biancolina Pinheiro, Alba nasqué a Rio de Janeiro, on es llicencià en Ciències socials a la Facultat Nacional de Filosofia. Amb el colp d'estat al Brasil de 1964 hi hagué un període de persecució política. Alba surt del país al 1965 i viu a l'estranger fins a 1971, sobretot a Anglaterra, on estudia antropologia i sociologia urbana. Al seu retorn, es dedica a la cultura popular, especialment a la samba i el carnestoltes de Rio de Janeiro. Aquesta interacció dona lloc a dues tesis: la del màster al Museu Nacional "Us homens de Deus" i la de doctorat a la Universitat de Sao Paulo "A máquina e a revolta".
El 1984 va obtenir un doctorat en antropologia social a la Universitat de São Paulo. Va ser professora lliure de la Universitat Estatal de Campinas, i professora titular de la Universitat de l'estat de Rio de Janeiro, on coordinà el Núcleo de Pesquisas das Violências (NUPEVI), en l'Institut de Medicina Social.

## Publicacions
- Desvendando máscaras sociais: seleção, introd. i revisão técnica. Ed. Francisco Alves Editora, 263 pàgs. 1975
- Desvendando máscaras sociais. 2ª ed. de Livraria Francisco Alves, 263 pàgs. 1980
- Us homens de Deus: um estudo dos santos e das festas no catolicismo popular. Antropologia social. Zahar Editors. 127 pàgs. 1983
- A Feira hippie de Campinas: encruzilhadas do artesanato e da contracultura. Volum 18 de Cadernos IFCH-UNICAMP. Ed. Cadernos IFCH-UNICAMP, 73 pàgs. 1986
- Violência e educação. Amb Vanilda Pereira Paiva. Editor Livros do Tatu, ISBN 8533500394, 136 pàgs. 1992
- Cidadãos não vão ao Paraíso. Ed. Escuta, ISBN 8526803174, 208 pàgs. 1994
- Drogas e cidadania: repressão ou redução de riscos. Col·lecció Primeiros passos. Amb Anthony Henman. Editora Brasiliense, ISBN 8511080775, 171 pàgs. 1994
- Memorial da violência. Volum 28 de Cadernos IFCH-UNICAMP. Ed. Institut de Filosofia i Ciências Humanas. UNICAMP, 65 pàgs. 1994
- Condomínio do Diabo. Ed. UFRJ ISBN 8571060649, 278 pàgs. 1996
- Da Revolta ao Crime S. A. Col·lecció Polèmica. 2a edició, Ed. Moderna, 128 pàgs. 1996
- O utilitarismo sociolôgico e as politicas publicas. Volum 146 d'Estudos em saude coletiva. Ed. Institut de Medicina Social, 36 pàgs. 1996
- Um século de favelas. en línia[Enllaç no actiu]. FGV Editora. ISBN 8522502536, 370 pàg. 1998
- A máquina e a Revolta. Ed. Brasiliense, 265 pàgs. 1999
- Violência, cultura, poder, 2000
- Avessos do prazer: drogas, aids e direitos humanos. Amb Gilberta Acselrad. 2a edició Fiocruz, Fundació Oswaldo Cruz, ISBN 8585676760, 265 pàgs. 2000
- Oito temas para debate. Violência e segurança pública, 2002
- Insegurança pública: reflexões sobre a criminalidade e a violência urbana. Amb Nilson Vieira Oliveira. Ed. Institut Braudel, ISBN 857492072X, 247 pàgs. 2002
- Integração perversa: pobresa e tráfico de drogas, en línia[Enllaç no actiu]. FGV Editora. ISBN 8522504784, 438 pàgs. 2004
- Desarmamento, segurança pública e cultura da paz. Cadernos Adenauer. Ed. Fundació Konrad Adenauer, ISBN 8575040928, 103 pàgs. 2005

## Guardons
- Investigadora convidada, Universitat de Califòrnia.[4]

### Premis i títols
- 1999 Premi Jabuti - Ciències humanes, Companhia das Letras.
- 2002 Titular da càtedra Joaquim Nabuco, Universitat Stanford, Califòrnia, EUA.
- 2005 Titular de la Càtedra UNESCO, UERJ, UFRJ, Museu Goeldi.
- 2006 Comanadora de l'Orde Nacional de Mèrit Científic, Presidència de la República Federativa del Brasil, Ministeri de Ciència i Tecnologia.
- 2007 Medalla al Mèrit Pedro Ernesto, Prefectura de la Ciutat de Rio de Janeiro.